# ألفريدو باربا هرنانديز
ألفريدو باربا هرنانديز (بالإسبانية: Alfredo Barba Hernández)‏ هو سياسي مكسيكي، ولد في 12 مايو 1944 في المكسيك. حزبياً، نشط في الحزب الثوري المؤسساتي. وقد انتخب عضو مجلس النواب المكسيك.